# 임경업전
《임경업전》(林慶業傳)은 병자호란을 배경으로 한 조선 시대 소설이다. 조선 후기인 18세기 무렵에 쓰인 것으로 보이며 역사적인 사실을 바탕으로 실존 인물인 임경업의 생애를 다루고 있다.

## 줄거리
충청도 충주 출신의 임경업은 사신 이시백을 따라 중국에 들어갔다 호국(청나라)의 요청에 따라 명나라 원군으로 호국을 구원한다. 임경업이 조선으로 돌아온 뒤, 호국이 강성해져 조선을 침략하자 조정에서는 임경업을 의주부윤으로 삼아 방어하도록 하였다. 임경업의 용맹을 두려워한 호국은 의주를 피해서 함경도로 돌아 도성을 공격하고 조선 임금 인조의 항복을 받아낸다. 이를 들은 임경업은 회군하는 적을 공격하려 하였으나 인질로 잡혀가던 세자와 대군의 만류로 포기하고 호왕은 명나라를 공격에 조선의 원군을 요구하면서 임경업을 대장으로 할 것을 정한다. 옛 의리 때문에 명나라와 내통하고 이를 안 호왕은 간계를 꾸몄으나 임경업은 그것을 간파하고 명나라로 도망친다. 임경업은 그 후 호국에 포로가 되었으나 호국에서 임경업의 충심에 감동, 풀어주게 된다. 그는 조선 귀국후 김자점의 수하들에게 붙잡혀 사정없이 매를 맞다가 결국 죽는다. 꿈속에서 임경업의 헌신을 알게 된 왕은 김자점을 처형하는 것으로 이야기는 끝난다. 그러므로 임경업전은 위인전이 아닌 고전소설이다.

## 소개
연암 박지원이 청나라에 갔을 때 ≪수호전≫을 외는 중국인을 보고는 “마치 우리나라 시장 거리에서 ≪임장군전≫을 외는 것과도 같았다”고 했을 만큼 당시의 ≪임장군전≫의 인기는 대단했다. 그 인기를 반증하는 것 중 하나가 다양한 이본의 존재다. 원본은 전하지 않으나, 원본을 베껴 쓰고 전해오면서 조금씩 달라진 이본들이 아주 많다. 필사본, 목판본, 활자본이 다 있다. 그뿐 아니라 국문본, 한문본, 영역본, 일역본, 러시아어 역본까지 전한다. 또한 각 이본의 결말은 조금씩 다른 양상을 보인다. 구전되어 과정에서 이야기가 적층되고 변화하였기 때문이다. 작품에 대한 당시의 관심을 느낄 수 있다.
≪임장군전≫의 주인공은 실존 인물인 임경업이다. 그러나 작품에 등장하는 그의 모습은 사실과 다른 부분이 많다. 실제 임경업은 어린 나이에 부친을 여의고 가족을 부양하거나 농사를 짓지 않았다. 이런 모습은 영웅을 주인공으로 하는 다른 소설에서 주인공이 고귀한 가문의 인물인 것과는 다른 모습이다. 또한 임경업이 남경동지사를 수행하고 호국 청병대장으로 출전해서 가달과 싸워 항복을 받고 돌아오는 대목은 완전한 허구다. 고난을 이겨내고 민중의 삶을 살며 국제적으로 뛰어난 인물로 형상화된 임경업은 극적 효과를 가질 뿐 아니라 당시의 민중들에게 희망이 되었고 위안이 되었다.
독자들의 독후감이 기록으로 많이 남아 있는 것도 주목할 만하다. 임경업에 대한 한없는 칭송과 김자점에 대한 끓어오르는 분노가 느껴지는 글을 통해 당시의 반응을 생생하게 느낄 수 있다. 어떤 글에서는 분을 이기지 못하고 살인하였다는 대목까지 볼 수 있다. ≪임장군전≫은 그만큼 독자들에게 큰 감동을 일으켰으며 소설의 감화력을 잘 보여주는 작품이라 하겠다.

## 같이 보기
- 임경업
- 군담소설
- 병자호란